# Stictochironomus rosenschoeldi
Stictochironomus rosenschoeldi är en tvåvingeart som först beskrevs av Zetterstedt 1838.  Stictochironomus rosenschoeldi ingår i släktet Stictochironomus och familjen fjädermyggor. Arten är reproducerande i Sverige. Inga underarter finns listade i Catalogue of Life.